# Battistero degli Ariani
Il battistero degli Ariani si trova a Ravenna e fu fatto costruire all'epoca del re ostrogoto Teodorico, a partire dalla fine del V secolo, terminato poco dopo, nella prima metà del VI secolo. Era il battistero dell'antica cattedrale ariana, oggi denominata Chiesa dello Spirito Santo.
Il battistero è inserito, dal 1996, nella lista dei siti italiani patrimonio dell'umanità dall'UNESCO, all'interno del sito seriale "Monumenti paleocristiani di Ravenna".
Dal dicembre 2014 il Ministero per i beni e le attività culturali lo gestisce tramite il Polo museale dell'Emilia-Romagna, nel dicembre 2019 divenuto Direzione regionale Musei.

## Storia
Teodorico, di culto ariano, decise di far convivere pacificamente i Goti di culto ariano e i latini di culto ortodosso (dove il termine "ortodosso" si riferisce ai seguaci della dottrina canonica riconosciuta dalla Chiesa e dall'Impero romano d'Oriente), mantenendo le due popolazioni separate, il che comportò la distinzione dei rispettivi quartieri e la costruzione dei rispettivi edifici di culto in città.
Vicino all'odierna via Diaz, Teodorico fece costruire una basilica per gli ariani, l'attuale chiesa dello Spirito Santo, che fu molto rimaneggiata nelle epoche seguenti, ed un battistero ad essa anticamente collegato, oggi detto "degli Ariani" per distinguerlo dal più antico battistero Neoniano "degli Ortodossi". Si tratta dell'unico battistero conosciuto ad essere stato costruito propriamente per il culto ariano in Italia.

## Descrizione
Esternamente l'edificio presenta una subsidenza di 2.25 metri. Si presenta come una costruzione in laterizi a pianta ottagonale, con absidiole nel registro inferiore e finestre ad arco in quello superiore. Lungo il perimetro esterno correva un deambulatorio che si interrompeva soltanto in corrispondenza dell'abside rivolto ad oriente. I restauri hanno chiarito che l'edificio era parte integrante della retrostante Chiesa dello Spirito Santo.

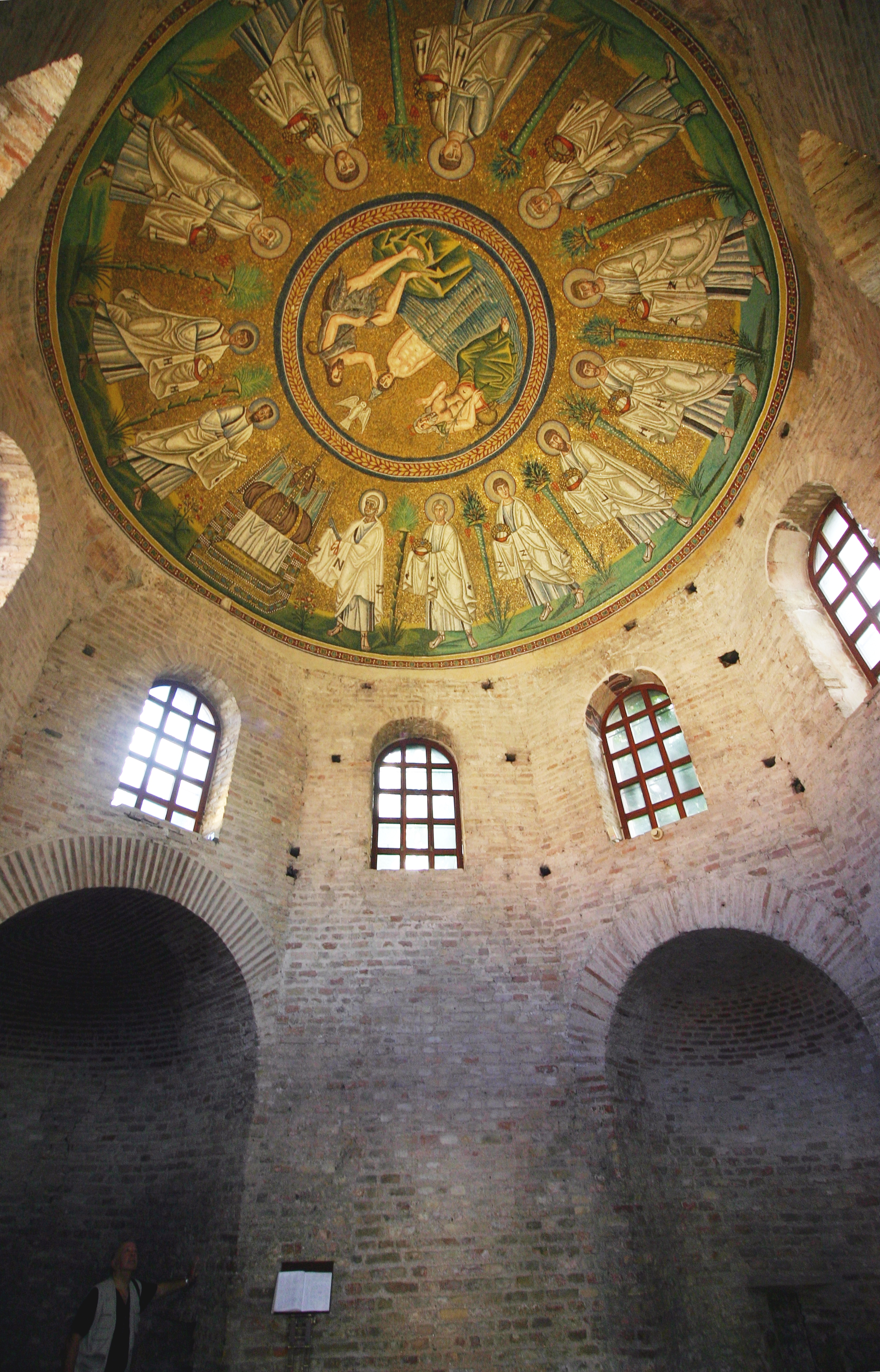
L'interno della cupola

L'interno si presenta spoglio, con la muratura a vista e privo di arredi. La presenza della vasca battesimale è ricordata oggi solo da una lastra marmorea rotonda al centro dell'edificio. La cupola è invece completamente decorata a mosaico. La superficie musiva è più piccola rispetto a quella del Battistero Neoniano e l'organizzazione decorativa meno complessa, con solo due registri circolari. Al centro si trova una rappresentazione del battesimo di Cristo con Giovanni Battista, la personificazione del fiume Giordano e la colomba dello Spirito Santo.
Nel registro più esterno si trova il trono vuoto dell'etimasia (che rinvia alla seconda venuta del Cristo), raffigurante una croce gemmata adagiata su un cuscino di colore viola, e la teoria di dodici santi martiri, identificati con i dodici apostoli -con l'esclusione di Giuda Iscariota e la presenza di Paolo di Tarso, l'Apostolo dei Gentili, anch'egli martire, venerato come santo già nel IV secolo (che segnò l'inizio della costruzione della basilica omonima, a Roma). I Dodici sono rappresentati nell'atto di offrire corone con le mani coperte, divisi da esili palme.

Diversamente dalla croce gemmata presente nell'abside della Basilica di Sant'Apollinare in Classe, essa non rappresenta né il Volto di Gesù al centro, né le lettere Alfa e Omega (Α  e Ω ) in corrispondenza degli estremi destro e sinistro del braccio orizzontale.
Anche la palma possedeva una simbologia legata ai Salmi, dove si dice che «come fiorirà la palma, così farà il giusto», cioè la pianta fiorisce quando sembra ormai morta, come i martiri che avranno la loro ricompensa in Paradiso. La raffigurazione è orientata per essere vista dal battezzando che stava all'interno della vasca rivolto verso l'altarolo ad oriente (oggi non più presente). Ai lati dell'etimasia ci sono gli apostoli Pietro e Paolo. Pietro, con le mani velate, in segno di rispetto secondo la tradizione orientale, offre le chiavi. Paolo porge i rotoli con le sue lettere; sul velo che gli copre le mani è rappresentato un fuso. Si tratta di un richiamo al lavoro (Seconda lettera ai Tessalonicesi, 3.10).
Rispetto all'analoga rappresentazione nel battistero Neoniano, più antica di circa mezzo secolo, la rappresentazione è qui semplice, con figure piuttosto statiche e ripetitive nella postura e nell'aspetto, che indossano solo l'alba e i volumi appiattiti. Spicca l'affermazione dominante del fondo oro, che si stava imponendo in tutto il mondo mediterraneo come veicolo per rappresentazioni più astratte e simboliche, inondate da una luce ultraterrena. Nel Battistero Neoniano il fondo è di un blu intenso e i volti degli apostoli sono maggiormente caratterizzati e più plastici nella resa formale, elementi che rimandano all'arte classica.

## La simbologia cristiana nell'arianesimo
È possibile che i vescovi ariani committenti abbiano voluto esprimere la loro dottrina con due simboli presenti nella rappresentazione: il Cristo che va verso oriente (in posizione esattamente opposta a quella del Cristo cattolico); e il becco della colomba che, bagnando il Cristo con l'acqua primigenia della Genesi, lo santifica come lo Spirito santificò le acque originarie.
La presenza del trono dell'etimasia, piuttosto che rinviare alla seconda venuta del Cristo, potrebbe indicare altresì l'aspetto corporale della natura del Cristo, secondo le concezioni ariane: sul trono è infatti presente un sudario, che rimanderebbe alla natura umana del Cristo.